# Segunda División B de Venezuela
La Segunda División B de Venezuela fue una liga del Fútbol profesional Venezolano que se celebró entre 2006 y 2012, se encontraba debajo de la Segunda División de Venezuela. Estuvo conformada por tres grupos, la División Centro - Oriente, la División Central y la División Occidental. En esta categoría se realizaba el Torneo Apertura y el Torneo Clausura. En el Apertura el campeón de cada grupo se enfrentaba entre sí en partido de ida y vuelta para definir el campeón del torneo, en el Clausura también el campeón de cada grupo se enfrentaba entre sí en partido de ida y vuelta para definir el campeón del torneo. El campeón de cada torneo se enfrentarían entre sí al final de la temporada para decidir quien era el campeón y subcampeón de la categoría, quién tendría el derecho de ascender a la Segunda División.
Para la edición 2012/2013, la Federación Venezolana de Fútbol unificó la Segunda División A con la Segunda División B, estableciéndose una sola categoría, la Segunda División de Venezuela.

## Historia
Para la temporada 2005/2006, la Federación Venezolana de Fútbol es creada esta categoría, con el objetivo de formar y desarrollar profesionales que ayuden a mejorar el nivel del fútbol venezolano. Con la cantidad de 12 equipos, divididos en dos grupos de acuerdo al criterio de proximidad geográfica. Para la temporada 2008/2009 aumenta la cantidad de equipos de 12 a 16 y en la siguiente temporada a 17 equipos. Para la temporada 2010/2011 aumenta a 18 equipos.

## Equipos participantes 2011/12
| Nombre                        | Ciudad/Estado  | Estadio                              | Capacidad |
| ----------------------------- | -------------- | ------------------------------------ | --------- |
| Academia Emeritense FC        | Mérida         | Club Academia Emeritense             | 5.000     |
| Alianza Zuliana FC            | Maracaibo      | Giuseppe “Pepino” Costa              | 2.750     |
| Atlético Sucre CF             | Los Teques     | Arnaldo Arocha                       | 5.000     |
| ULA FC                        | Mérida         | Metropolitano de Mérida              | 42.200    |
| Policía de Lara Fútbol Club   | Barquisimeto   | Farid Richa                          | 12.480    |
| Unión Atlético Zamora         | Barinas        | Estadio Carlos Correa Flores         | 4500      |
| Club Atlético López Hernández | Caracas        | Fray Luis II                         | 1500      |
| Unión Atlético Falcón         | Falcón         | Polideportivo Manaure                | 3.000     |
| Deportivo Peñarol Fútbol Club | Caracas        | Fray Luis II                         | 1500      |
| Estudiantes de Aragua FC      | Maracay        | Centro Argentino de Maracay          | 1500      |
| Estudiantes de Caroní FC      | Ciudad Guayana | Polideportivo El Gallo               | 5.000     |
| La Victoria FC                | La Victoria    | José Rodolfo Nieto                   | 2.000     |
| Leander FC                    | Caracas        | Fray Luis II                         | 1500      |
| Mineros de Guayana B          | Ciudad Guayana | CTE Cachamay                         | 41.600    |
| Ortiz FC                      | Guárico        | Estadio José Rodríguez Sáez          | 2.000     |
| PDVSA Morichal FC             | Monagas        | Estadio Alexander Bottini            | 1.000     |
| Pellícano FC                  | Vargas         | Polideportivo José María Vargas      | 4500      |
| SC Real Anzoátegui            | Puerto La Cruz | Andrés Eloy Blanco                   | 1500      |
| Unión Atlético Piar           | Monagas        | Estadio José Rafael Leonett          | 5.000     |
| Valencia SC                   | Carabobo       | Centro de Desarrollo Deportivo Polar | 4.000     |
| Casa Portuguesa FC            | Maracay        | Isaac Da Silva                       | 4.000     |
| CS Italo Valencia             | Carabobo       | Centro Italo                         | 1.000     |
| Unión Deportivo Guajira       | Maracaibo      | Giuseppe "Pepino" Costa              | 2.750     |

## Campeones de la Segunda División B
| Temporada | Campeón                    | Subcampeón                |
| 2006/07   | Zulia FC                   | Colegio Iberoamericano FC |
| 2007/08   | Yaracuyanos FC             | Atlético Piar             |
| 2008/09   | Unión Atlético San Antonio | Fundación Cesarger FC     |
| 2009/10   | Lotería del Táchira FC     | Minasoro FC               |
| 2010/11   | Sport Club Guaraní         | Deportivo Anzoátegui B    |
| 2011/12   | ULA FC                     | SC Real Anzoátegui        |

### Títulos por Equipo
| Club                       | Títulos | Subtítulos | Años campeón | Años subcampeón |
| -------------------------- | ------- | ---------- | ------------ | --------------- |
| Zulia FC                   | 1       | 0          | 2006-07      | ----            |
| Yaracuyanos FC             | 1       | 0          | 2007-08      | ----            |
| Unión Atlético San Antonio | 1       | 0          | 2008-09      | ----            |
| Lotería del Táchira FC     | 1       | 0          | 2009-10      | ----            |
| Sport Club Guaraní         | 1       | 0          | 2010-11      | ----            |
| ULA FC                     | 1       | 0          | 2011-12      | ----            |
| Colegio Iberoamericano FC  | 0       | 1          | ----         | 2006-07         |
| Atlético Piar              | 0       | 1          | ----         | 2007-08         |
| Fundación Cesarger FC      | 0       | 1          | ----         | 2008-09         |
| Minasoro FC                | 0       | 1          | ----         | 2009-10         |
| Deportivo Anzoátegui B     | 0       | 1          | ----         | 2010-11         |
| SC Real Anzoátegui         | 0       | 1          | ----         | 2011-12         |

## Goleadores por año
| Año     | Jugador        | Goles | Equipo               |
| ------- | -------------- | ----- | -------------------- |
| 2005/06 | Andrés Buelvas | 9     | Atlético El Vigía FC |
| 2006/07 | Ricardo Ettari | 16    | SD Centro Ítalo FC   |
| 2008/09 | Jean Salazar   | 11    | Academia Emeritense  |